# Isla Choros
L'Isla Choros è un'isola del Cile centrale, situata lungo la costa. Appartiene alla regione di Coquimbo e alla provincia di Elqui; è amministrata dal comune di La Higuera.
Assieme alle isole Chañaral e Damas costituisce la Reserva nacional Pingüino de Humboldt.
L'isola Choros si trova a sud e discosta da Chañaral (che appartiene alla regione di Atacama); è posizionata assieme all'isola Damas e all'isola Gaviota vicino a punta Choros dove è situato l'omonimo villaggio. Choros ha una superficie di 2,9 km². Come le altre due isole, supporta una popolazione di pinguini di Humboldt, oltre ad altre specie rare e in pericolo di estinzione come il petrello tuffatore del Perù e la lontra marina. Nelle acque dell'area sono spesso presenti i delfini dal naso a bottiglia. Vi sono inoltre sull'isola delle colonie di leoni marini sudamericani e di elefanti marini del Sud.

## Galleria d'immagini

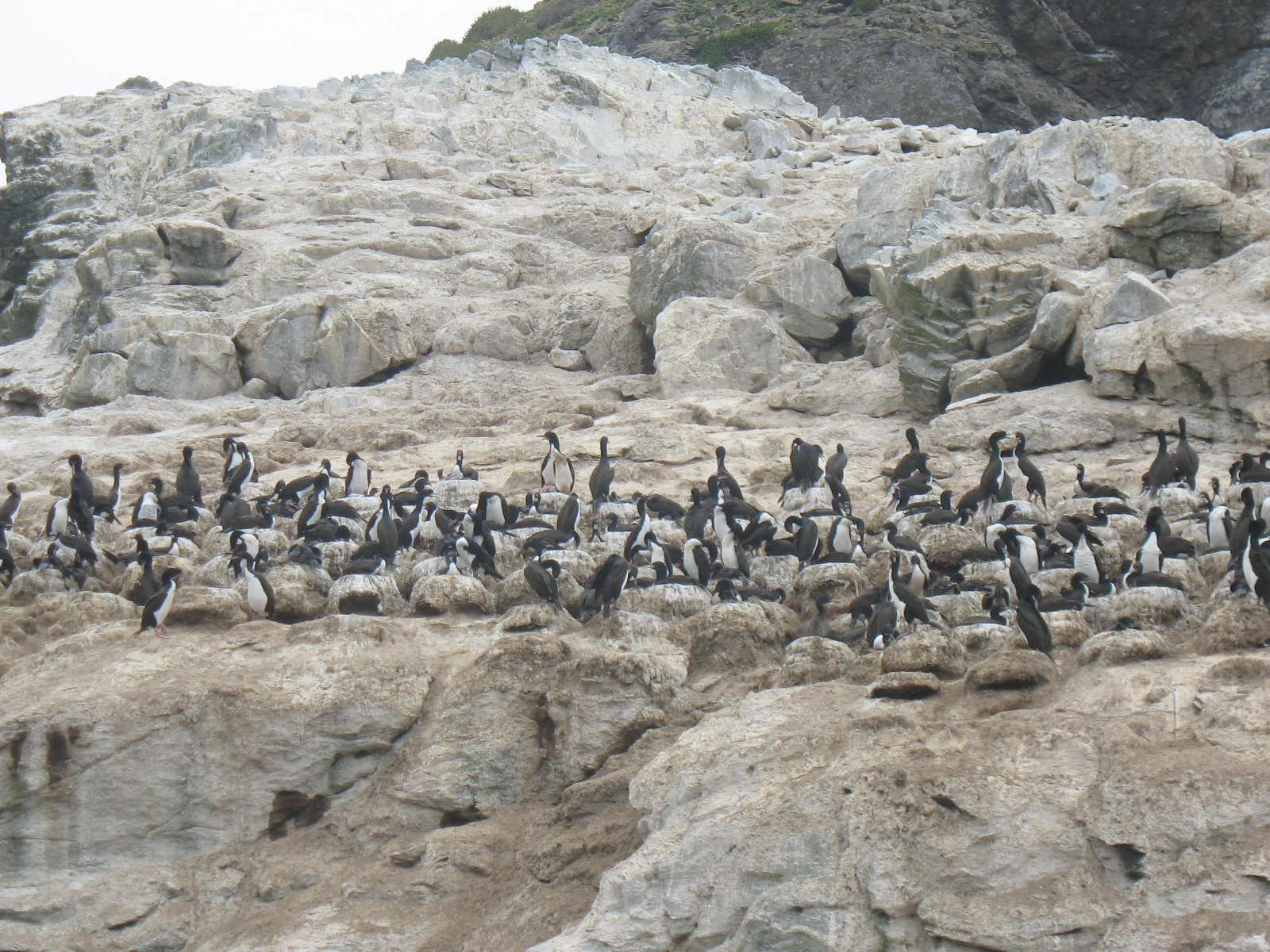
Cormorani sull'isola Choros
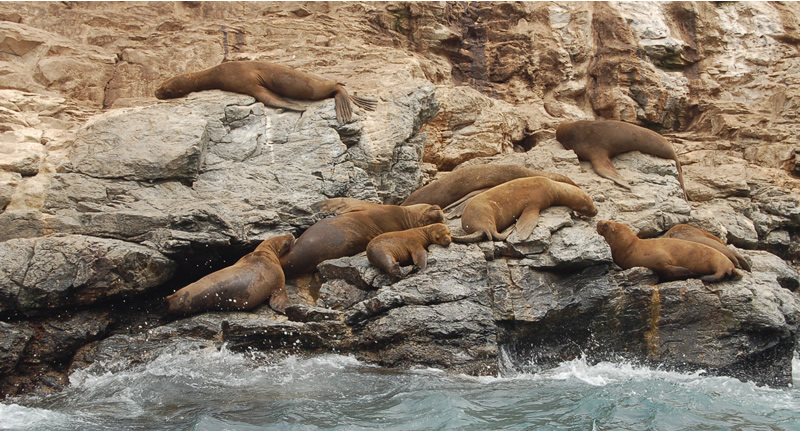
Leoni marini sudamericani sull'isola
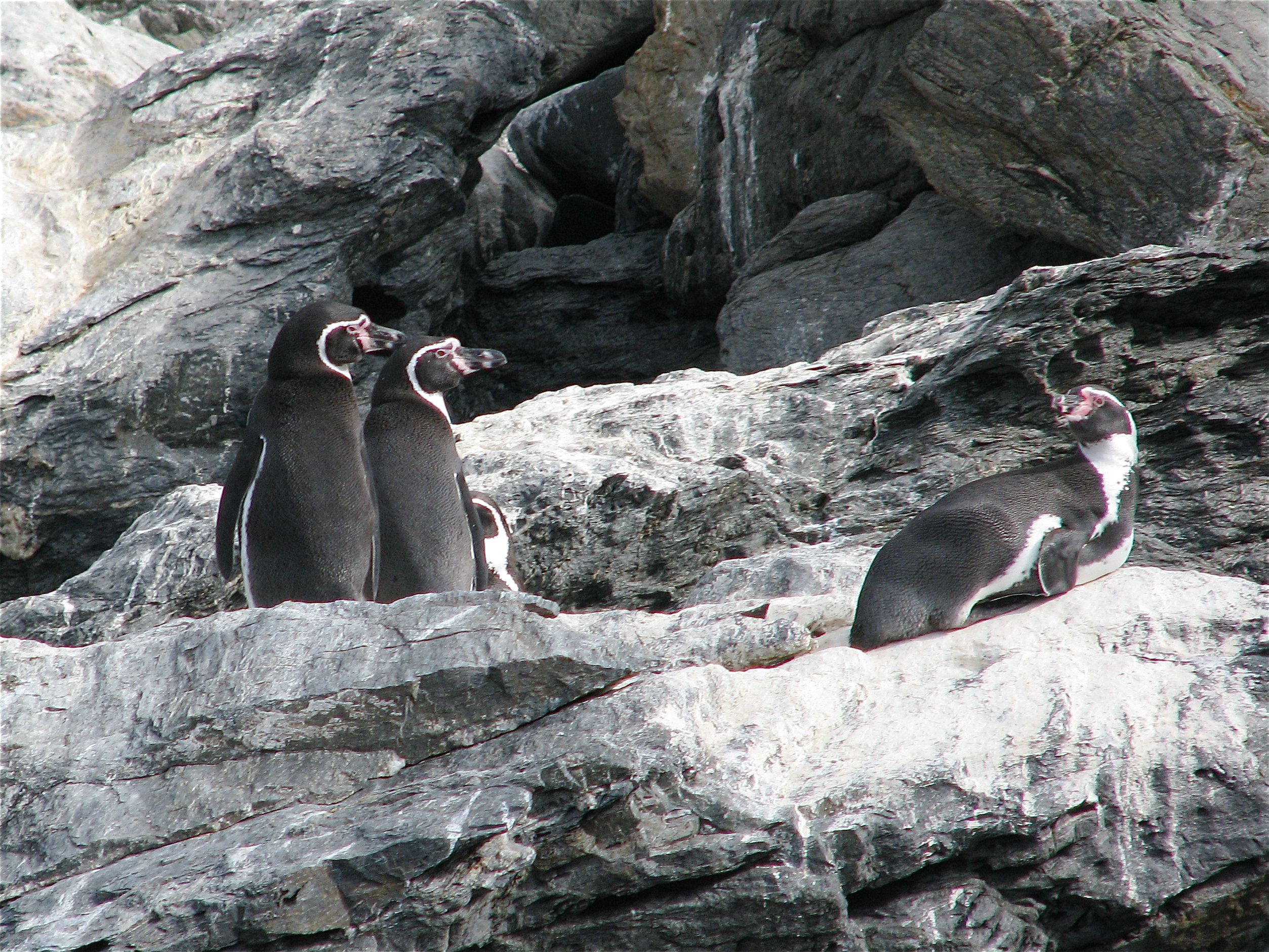
I pinguini di Humboldt
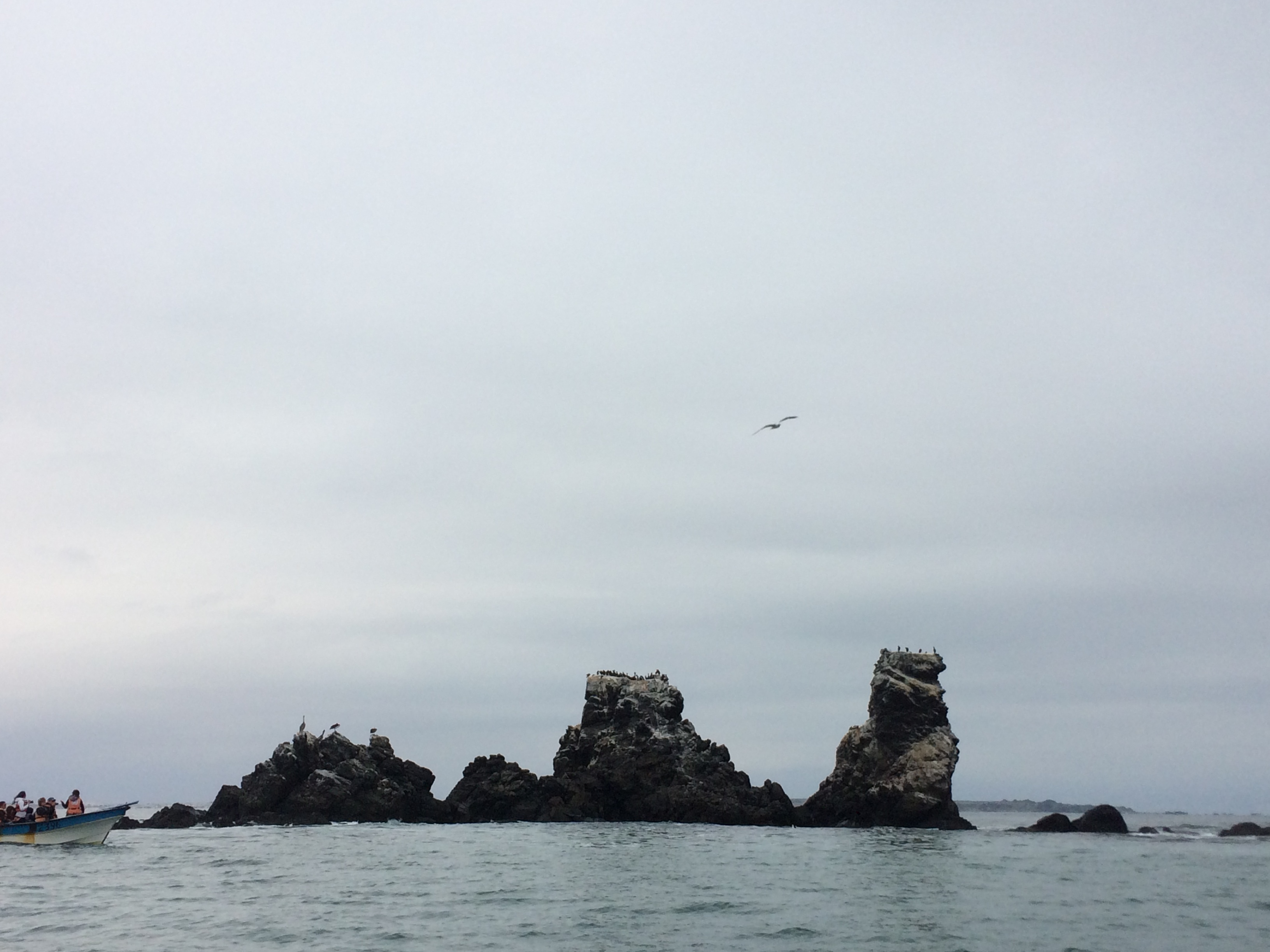
La punta dell'isola